# Dernier étage, gauche, gauche
Pour plus de détails, voir Fiche technique et Distribution.
Dernier étage, gauche, gauche est un film français réalisé par Angelo Cianci, sorti en 2010.

## Synopsis
Le film raconte l'histoire de trois hommes bloqués pendant 24 heures au 7e étage d'une HLM cernée par les agents du GIGN qui les prennent pour des terroristes.

## Fiche technique
- Titre : Dernier étage gauche gauche
- Réalisation : Angelo Cianci
- Scénario : Angelo Cianci
- Musique : Flemming Nordkrog et Gast Waltzing
- Photographie : Laurent Brunet
- Montage : Raphaele Urtin
- Production : Peter Kassovitz, Gérard Lacroix, Nicolas Steil et Edgard Tenenbaum
- Société de production : Tu Vas Voir Productions, Iris Productions, Kasso Productions et Arte France Cinéma, en association avec la SOFICA Cofinova 5
- Pays :  France et  Luxembourg
- Genre : comédie dramatique
- Durée : 110 minutes
- Dates de sortie : 
  -  France : 17 novembre 2010

## Distribution
- Hippolyte Girardot : François Echeveria
- Mohamed Fellag : Mohand Atelhadj
- Aymen Saïdi : Salem (Akli) Atelhadj
- Lyes Salem : Hamza Barrida
- Thierry Godard : Commandant Villard
- Michel Vuillermoz : le préfet
- Judith Henry : Anna Echeveria
- Julie-Anne Roth : Lieutenant Saroyan

## Production

### Tournage
Le film a été tourné dans la cité d'Estressin un quartier de Vienne en Isère et au Luxembourg.

## Distinctions
- 2010 : Chistera du jury des jeunes au Festival international des jeunes réalisateurs de Saint-Jean-de-Luz
- 2011 : Prix FIPRESCI à la Berlinale 2011